# Regalo di Natale
Regalo di Natale è un film del 1986 scritto e diretto da Pupi Avati.
Presentato in concorso alla 43ª Mostra internazionale d'arte cinematografica di Venezia, il film guadagnò critiche lusinghiere e fece vincere a Carlo Delle Piane la Coppa Volpi per la migliore interpretazione maschile.
Per il ruolo interpretato da George Eastman era stato inizialmente ingaggiato Jean-Pierre Léaud. Il cambio di attore comportò anche una modifica alla sceneggiatura originale.

## Trama
È la vigilia di Natale e tre vecchi amici, Ugo, Gabriele (Lele) e Stefano, si incontrano la sera per giocare una partita a poker. Riescono ad adescare per la serata, tramite Ugo, anche un misterioso industriale, l'avvocato Antonio Santelia, della cui vita privata poco si conosce tranne il fatto che ama giocare ed è noto nel giro per le ingenti perdite.
Lele lavora per un giornale e scrive di cinema, è bistrattato da colleghi e superiori e, la sera di Natale, spera di poter vincere una somma sufficiente a permettergli di pubblicare il suo libro su John Ford. Stefano possiede una palestra ma, nonostante abbia una relazione con una donna, viene palesata la sua omosessualità. Ugo lavora nelle televendite presso una piccola televisione privata, dalla quale gli è stato appena comunicato che il suo contratto non verrà rinnovato, è divorziato da anni e ha quattro figli che non vede mai, oltre ad essere sommerso da una marea di debiti. I tre però non hanno le risorse economiche necessarie per sfidare a dovere Santelia e insieme prendono la decisione di chiamare un loro vecchio amico, Franco Mattioli. Egli infatti è gestore di un importante cinema di Milano ed è l’unico dei quattro a possedere apparentemente le risorse finanziarie per contrastare l’avvocato. 
Franco raggiunge Bologna all'insaputa della moglie ma dopo essere venuto a conoscenza da Lele che alla partita ci sarà anche Ugo, decide di non prendervi parte, a causa della tensione dei rapporti fra lui e Ugo, interrottisi in malo modo anni prima. Essendo però oppresso dai creditori dopo aver speso considerevoli somme per ristrutturare il cinema, alla fine accetta la proposta e si dirige quindi verso la villa dove si terrà la partita, villa che Stefano si è fatto prestare dalla sua amante per l'occasione. Ugo, arrivato Franco, cerca in tutti i modi di avere un chiarimento presentando le proprie scuse per ciò che era accaduto tanti anni prima. Franco gli promette di giocare, a patto che però ognuno conduca il proprio gioco senza una spartizione finale: solo così sarà sicuro della sincerità di Ugo. Franco è infatti non solo il membro del gruppo con possibilità economiche più elevate ma anche il giocatore migliore, quindi è sicuro di poter vincere per sè una buona somma.
Allo scoccare della mezzanotte la partita ha inizio e subito si delineano i due veri antagonisti: l’avvocato e Franco. Quest’ultimo ha la meglio fin dall'inizio riuscendo a vincere somme molto elevate. Intanto, tra una mano e l’altra, grazie a dei flashback, vengono comprese le vicissitudini che hanno portato alla fine dell’amicizia tra Franco e Ugo: Martina, la prima moglie di Franco e unica donna che egli abbia amato veramente, si allontana da lui a causa della sua incontrollabile dipendenza dal gioco d'azzardo, e lo tradisce con Ugo, nonostante i due fossero amici inseparabili fin dall'infanzia. L’avvocato intanto si trova a perdere più di 75 milioni di lire, quasi tutti a favore di Franco. 
A trenta minuti dalla fine, Franco ha in mano un buon punto, e decide di puntare 50 milioni. Santelia sceglie allora di giocarsi il tutto per tutto e rilancia di 200 milioni. Franco prende un po’ di tempo per pensarci e Ugo, convinto che l’avvocato questa volta non possa perdere e probabilmente preso dai morsi della coscienza, gli consiglia di abbandonare la mano. Ma Franco non lo ascolta: decide di andare a vedere perdendo dinnanzi al colore di Santelia. Franco, visibilmente sconvolto, chiede qualche minuto di pausa. Ugo lo raggiunge e nel consolarlo sembra esserci un riavvicinamento tra i due. Franco rivela all'amico che è ancora innamorato di Martina e vorrebbe che in qualche modo lei lo sapesse. Poi, convinto di riuscire a rifarsi all'ultima mano, torna al tavolo da gioco per gli ultimi dieci minuti di partita.
Franco sembra nuovamente avere un ottimo punto, dato che si dichiara servito, e decide di puntare 50 milioni, ma l’avvocato, dopo aver cambiato tre carte, rilancia di 250. Egli rimane perplesso e il suo amico Lele gli consiglia di venire via dalla partita per non rovinarsi definitivamente. Santelia, dopo aver intimato a Lele di abbandonare la stanza da gioco per non influenzare indebitamente le scelte dell'amico, propone inaspettatamente una terza possibilità a Franco, il “regalo di Natale”: l'abbuono del denaro perduto fino a quel momento e di andare via come se niente fosse accaduto, a patto di non rivelargli le carte con le quali lo ha sfidato in quell'ultima mano.
Franco però, immaginando che l’avvocato in realtà stia solo bluffando, alla fine decide ugualmente di andare a vedere, rimanendo senza parole di fronte al poker di donne di Santelia. Arriva l’alba e mentre Lele e Stefano rimangono stupefatti e in parte sconvolti, Ugo e l’avvocato si spartiscono in bagno i 380 milioni ottenuti quella sera: infatti l'avvocato, che Ugo aveva fatto credere agli amici essere un ricco sprovveduto col vizio del poker facile da spennare, era in realtà un baro professionista e lo stesso Ugo aveva organizzato la serata per truffare Franco (il famoso "regalo di Natale" non era dunque che un trappola psicologica per spingere Franco ad andare a vedere il "punto"). Nel tornare all'auto, Franco rivela ad Ugo di aver capito di essere stato raggirato, chiedendo all'ex amico che percentuale avesse pattuito con l'avvocato, senza però ottenere risposta. Franco in mattinata tornerà in albergo dove incrocerà l'ex moglie Martina, senza però neanche notarla.

## Produzione

### Cast e personaggi
Lino Banfi aveva rifiutato la parte di Franco Mattioli, andata poi a Diego Abatantuono.

### Riprese
Il film è girato perlopiù a Bologna, fatta eccezione per la scena iniziale al ristorante della stazione, girata nella vecchia sala d'aspetto della stazione di Fontivegge a Perugia. La villa "prestata" invece si trova in zona Fregene/Fiumicino, mentre gli studi in cui lavora Ugo sono a Roma.

## Riconoscimenti
- 1986 – Mostra internazionale d'arte cinematografica
  - Coppa Volpi per la migliore interpretazione maschile a Carlo Delle Piane[4]

- 1987 – David di Donatello
  - Migliore canzone originale a Riz Ortolani
  - Miglior suono a Raffaele De Luca[5]
  - Candidatura al miglior film a Pupi Avati
  - Candidatura alla miglior regia a Pupi Avati
  - Candidatura al miglior produttore a Antonio Avati
  - Candidatura alla miglior sceneggiatura a Pupi Avati
  - Candidatura al miglior attore protagonista a Diego Abatantuono
  - Candidatura al miglior musicista a Riz Ortolani
  - Candidatura al miglior montatore a Amedeo Salfa

- 1987 – Nastro d'argento
  - Migliore attore non protagonista a Diego Abatantuono[6]
  - Candidatura al regista del miglior film a Pupi Avati
  - Candidatura  alla miglior sceneggiatura a Pupi Avati

- 1987 – Ciak d'oro
  - Miglior sonoro in presa diretta a Raffaele De Luca[7]

## Sequel e spin-off
Nel 2004 è stato realizzato un sequel, La rivincita di Natale, sempre diretto da Avati e interpretato dal medesimo cast di protagonisti, mentre nel 2017 ha avuto uno spin-off intitolato Chi salverà le rose?, che segue le vicende personali dell'avvocato Santelia, sempre interpretato da Delle Piane.
Nel 2017 il film è stato adattato per il teatro dallo stesso Avati e diretto da Marcello Cotugno; nel cast Filippo Dini, Giovanni Esposito, Gennaro di Biase, Valerio Santoro e Gigio Alberti.